# Pojény (Beszterce-Naszód megye)
Pojény románul: Poienile Zagrei, település Romániában, Erdélyben, Beszterce-Naszód megyében.

## Fekvése
Naszódtól északnyugatra fekvő település.

## Története
Pojény nevét 1547-ben Poyen néven említette először oklevél.
1550-ben Poien, 1695-ben Pojen, 1723-ban Poieni, 1750-ben Ponyi, 1760–1762-ben, 1808-ban és 1861-ben Pojén, 1888-ban és 1913-ban Pojény (Pojeni) néven írták.
A trianoni békeszerződés előtt Beszterce-Naszód vármegye Naszódi naszódi járásához tartozott.
1910-ben 620 lakosából 9 német, 611 román volt. Ebből 611 görögkatolikus, 9 izraelita volt.

## Források

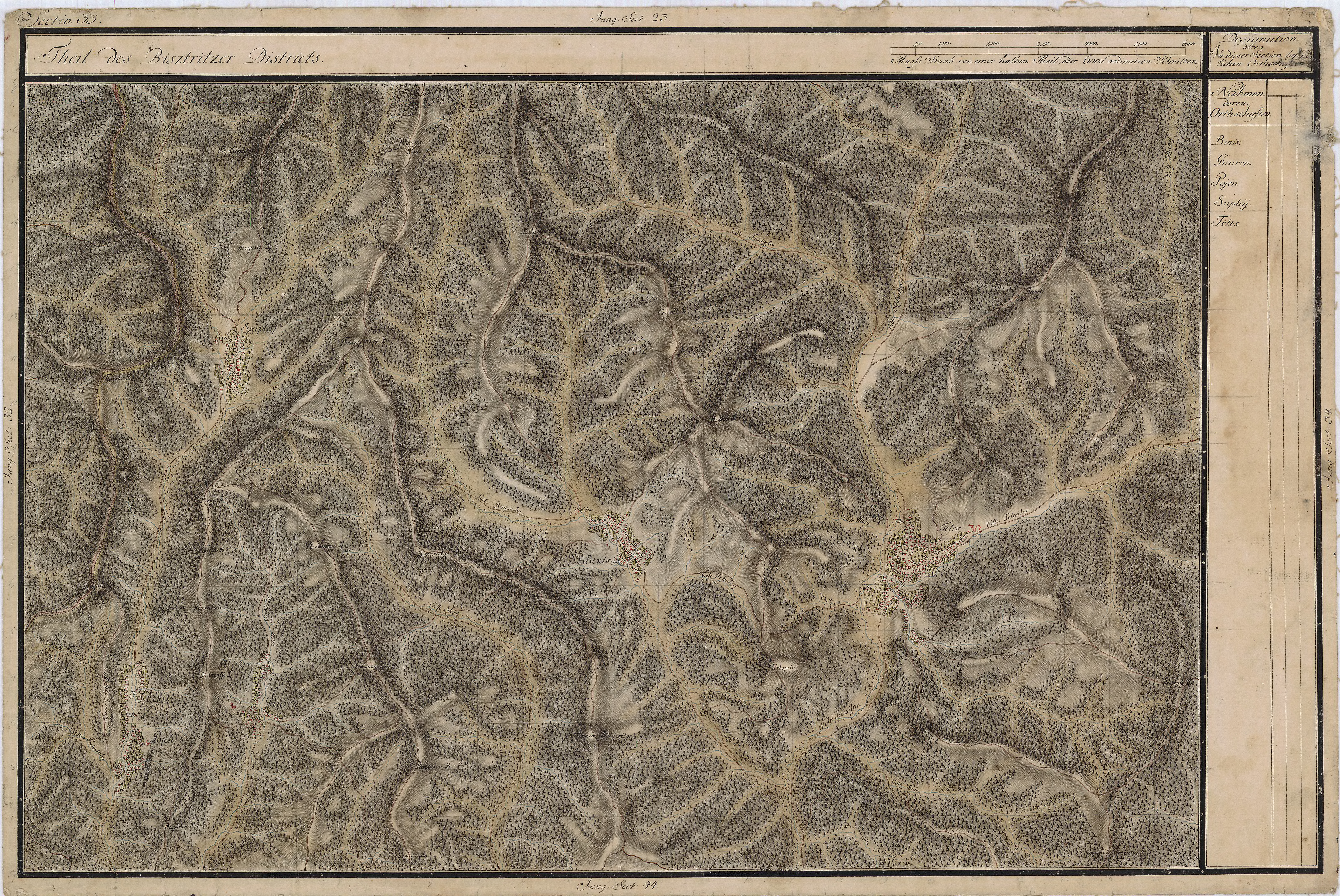
Pojény egy régi térképek